# مارك شيهان
مارك شيهان (بالفرنسية: Mark Sheehan)‏ (و. 1976  م) هو مغني، وملحن، وموسيقي، ومنتج أسطوانات، وعازف قيثارة أيرلندي، ولد في دبلن، يستخدم آلات قيثارة.